# Steijn van Heijningen
Steijn van Heijningen né le 28 janvier 1997, est un joueur de hockey sur gazon néerlandais. Il évolue au poste de milieu de terrain au HGC et avec l'équipe nationale néerlandaise,.

## Carrière
Il a fait ses débuts en équipe première le 26 novembre 2021 à Amsterdam contre la Belgique lors de la Ligue professionnelle 2021-2022.

## Palmarès
- : 1er à l'Euro U21 en 2017.
- : 1er à la Ligue professionnelle 2021-2022.